# Es ist wie es ist
Es ist wie es ist ist ein 2006 erschienenes Musikalbum der Gruppe Pur.

## Entstehung und Veröffentlichung
Nach Veröffentlichung des Albums Was ist passiert? und anschließender Deutschlandtournee waren die Bandmitglieder von Pur zunächst eigene Wege gegangen. Hartmut Engler hatte beispielsweise 2005 sein erstes Soloalbum Just a Singer veröffentlicht und eine Solotour absolviert. Das erste Album nach der Bandpause wurde 2006 Es ist wie es ist.
Bereits am 31. März 2006 veröffentlichte Pur mit SOS die erste Single aus ihrem neuen Album. SOS entstand als Benefizsingle für die SOS-Kinderdörfer und unterstützte die Charity-Kampagne der SOS-Kinderdörfer zur Fußball-Weltmeisterschaft 2006, 6 Dörfer für 2006. Pur war in dem Zusammenhang nach Nigeria gereist, in dem eines der sechs Kinderdörfer entstehen sollte. SOS konnte sich auf Platz 20 der deutschen Single-Charts platzieren. Die am 4. August 2006 vorausgekoppelte Single Weil du bei mir bist erreichte Platz 13 der Charts. Das auf dem Album enthaltene Lied Rolf rockt entstand in Erinnerung an den Gitarristen Rolf Lichtblau, der von 1976 bis 1981 zur damals noch Crusade bzw. Opus genannten Gruppe Pur gehörte und 2003 verstarb. Im Lied ist dabei ein Gitarrensolo Lichtblaus zu hören.
Es ist wie es ist wurde am 1. September 2006 veröffentlicht und stieg direkt auf Platz 1 der deutschen Album-Charts ein. Das CD-Cover zeigt Pur unter anderem in den schottischen Highlands.
Nach einer Clubtournee mit fünf Konzerten in Ludwigsburg, München, Köln, Berlin und Hamburg Anfang September 2006, für die Karten ausschließlich verlost wurden, folgten ab November 2006 eine Deutschlandtournee sowie ein Auftritt in Basel. Tourneeauftakt war am 9. November im Gerry-Weber-Stadion in Halle (Westf.). Bei ihrem Auftritt in der Stuttgarter Hanns-Martin-Schleyer-Halle stellten Pur mit 14.600 Besuchern einen neuen Hallenrekord auf. Am 14. Dezember 2006 erschien die DVD zur Tour, Es ist wie es ist: Die Live-DVD.

## Titelliste
| Nr. | Titel                         | Autor(en)                                | Produzent(en)            | Länge |
| --- | ----------------------------- | ---------------------------------------- | ------------------------ | ----- |
| 1   | Es ist wie es ist             | Hartmut Engler, Ingo Reidl,              | Ingo Reidl, Martin Ansel | 3:54  |
| 2   | Mit dir                       | Hartmut Engler, Ingo Reidl,              | Ingo Reidl, Martin Ansel | 3:43  |
| 3   | SOS                           | Hartmut Engler, Ingo Reidl,              | Ingo Reidl, Martin Ansel | 3:46  |
| 4   | Weil du bei mir bist          | Hartmut Engler, Ingo Reidl,              | Ingo Reidl, Martin Ansel | 3:54  |
| 5   | Immer wieder                  | Hartmut Engler, Ingo Reidl,              | Ingo Reidl, Martin Ansel | 4:19  |
| 6   | Glauben                       | Hartmut Engler, Ingo Reidl,              | Ingo Reidl, Martin Ansel | 4:29  |
| 7   | Streng dich an                | Hartmut Engler, Ingo Reidl, Martin Ansel | Ingo Reidl, Martin Ansel | 3:57  |
| 8   | Der arme graue Kater          | Hartmut Engler, Ingo Reidl,              | Ingo Reidl, Martin Ansel | 2:44  |
| 9   | Bis der Morgen kommt          | Hartmut Engler, Ingo Reidl,              | Ingo Reidl, Martin Ansel | 4:18  |
| 10  | Nächstes Mal                  | Hartmut Engler, Ingo Reidl, Martin Ansel | Ingo Reidl, Martin Ansel | 3:55  |
| 11  | Streiten                      | Hartmut Engler, Ingo Reidl,              | Ingo Reidl, Martin Ansel | 4:23  |
| 12  | Wunderschön                   | Hartmut Engler, Ingo Reidl,              | Ingo Reidl, Martin Ansel | 4:04  |
| 13  | Merlins Brücke (Instrumental) | Hartmut Engler, Ingo Reidl, Martin Ansel | Ingo Reidl, Martin Ansel | 0:55  |
| 14  | Rolf rockt                    | Hartmut Engler, Ingo Reidl,              | Ingo Reidl, Martin Ansel | 5:20  |
| 15  | Danke                         | Hartmut Engler, Ingo Reidl, Martin Ansel | Ingo Reidl, Martin Ansel | 3:40  |

## Rezeption
Es ist wie es ist sei „die erste Platte, auf der die Musiker die Angst vor lauten Gitarren verloren haben. Einige Stücke kommen dadurch rockiger als gewohnt daher“, schrieb die Thüringische Landeszeitung. Die Stuttgarter Nachrichten befanden, dass Pur auf dem neuen Album „nach einer Mischung aus Modern Talking und Reinhard Mey“ klinge, während die Badische Zeitung konstatierte, dass die Musik „wie immer [ist], Softrock, nur hier und da ein wenig gitarrenlastiger als sonst.“
Das Album sei „ein mehr als passables Popalbum geworden, stellenweise mitreißend rockig, dann anziehend balladesk, aufwendig produziert, manchmal überproduziert, aber nicht unsympathisch, gespickt mit eingängigen Refrains, die […] manchmal mit Ideen zur Melodiefindung verblüffen, die nach 25 Jahren Pur allen Respekt verdienen“, schrieb die Stuttgarter Zeitung, kritisierte jedoch die Liedtexte als kitschig. Auch die Kölnische Rundschau empfand die Texte als „dick aufgetragene… Oberstufen-Lyrik. Pop-Peinlichkeiten gehören eben zum Geschäft und vielleicht auch zum Erfolgsrezept der Schwaben.“

## Auszeichnungen
Für mehr als 300.000 verkaufte Einheiten erhielt Es ist wie es ist Dreifach-Gold. Pur wurde für ihr Album 2007 für einen Echo in der Kategorie „Gruppe des Jahres (national)“ nominiert.